# Carl Hoppe (präst)
Ernst Carl Hoppe, född 13 februari 1887 i Hogstads församling, död 23 mars 1967 i Bromma församling, var en svensk kontraktsprost och politiker (socialdemokrat). Han var son till dåvarande komministern Ernst Reinhold Hoppe och Hilda Charlotta Pettersson samt far till geografen Gunnar Hoppe
Carl Hoppe tillhörde riksdagens andra kammare 1937–1956, invald för Socialdemokraterna i Östergötlands läns valkrets. Han var kyrkoherde i Motala församling 1923–1958 samt från 1930 kontraktsprost i Aska kontrakt.